# التخدير في الجراحة العينية
تُجرى جراحة العين تحت التخدير الموضعي أو الناحي أو العام. التخدير الناحي مفضل لأنه اقتصادي وسهل التطبيق وأقل خطورة. يبدأ تأثير التخدير الناحي سريعًا ويوسع الحدقة مع المحافظة على ضغط منخفض داخل العين.

## التاريخ
هناك أدلة على استخدام التخدير في الجراحة العينية في نصوص ساسروتا سامهيتا «جامع معارف ساسروتا». استُخدم التخدير الاستنشاقي لهذا الغرض. استخدم الجراحون المصريون تقنية الضغط على الشريان السباتي لتحقيق نقص عابر في التروية الدموية خلال جراحة العين بهدف الحد من إحساس الألم. وفي عام 1884، استخدم كارل كولر الكوكايين في جراحة العين. وفي العام نفسه، استخدم هيرمان ناب الكوكايين لتحقيق الإحصار خلف المقلة. في عام 1914، حقق فان لينت شلل الدويرية العينية عبر الحقن الموضعي.

## التخدير الموضعي (السطحي)
يتحقق التخدير السطحي بتقطير 2.5 مل من العقار المخدر إكسيلوكائين. تُعطى قطرة واحدة من إكسيلوكائين أربع مرات بفاصل أربع دقائق لتحقيق التخدير في الملتحمة والقرنية. يمكن أيضًا استخدام باراكائين، تتراكائين، بوبيفاكائين، ليدوكائين وغيرها عوضًا عن إكسيلوكائين. تُجرى جراحة الساد بواسطة جهاز الفاكو في كثير من الأحيان تحت التخدير السطحي. ينفذ إحصار العصب الوجهي، الذي يغذي العضلة الدويرية العينية، في العمليات الجراحية المجراة في باطن العين. ومن المعروف أن التخدير الموضعي يمكن أن يسبب سمية الخلايا الظهارية والبطانية، وتفاعلات الحساسية، واعتلال القرنية السطحي.

### إحصار العصب الوجهي
توجد أربعة أنواع من إحصار العصب الوجهي: إحصار فان لينت، وإحصار أتكينسون، وإحصار أوبراين، وإحصار نادباث.
- إحصار فان لينت: في إحصار فان لينت، تُحصر الفروع المحيطية للعصب الوجهي. تحقق هذه التقنية شلل العضلة الدويرية العينية دون إحداث الشلل الوجهي. يحقن 2.5 مل من محلول التخدير فوق الحاجب مباشرة وتحت الحافة الحجاجية السفلية، وعبر نقطة تبعد 2 سم خلف الحافة الحجاجية الوحشية في مستوى الزاوية الخارجية للعين (اللحاظ).[2][3]
- إحصار أوبراين: يعرف أيضًا باسم إحصار جذع العصب الوجهي. ينفذ الإحصار في مستوى عنق عظم الفك السفلي قرب الناتئ اللقمي. تُدخل الإبرة في هذه النقطة ويحقن نحو 4 مل من المخدر الموضعي مع سحب الإبرة. يمكن أن يحدث الألم في موقع الحقن.[3]
- إحصار أتكينسون: يُحصر الفرع العلوي من العصب الوجهي عن طريق حقن محلول التخدير عند الحافة السفلية للعظم الوجني.
- إحصار نادباث: في إحصار نادباث، يُحصر العصب الوجهي في الثقبة الإبرية الخشائية. من المرجح أن تسبب هذه التقنية الألم.

### إحصار خلف المقلة
طبق هيرمان ناب هذه التقنية أول مرة في عام 1884. وفيها، يحقن محلول 2% إكسيلوكائين في المخروط العضلي خلف مقلة العين. وعادة ما ينفذ الحقن عبر القبوة السفلية لجلد الجزء الخارجي من الجفن السفلي وتكون العين في وضعية التحديق الأولية. تخدر هذه الطريقة الأعصاب الهدبية، العقدة الهدبية، العصب المحرك للعين، العصب المبعد. وينتج عن ذلك شلل كرة العين والتخدير والتسكين. لا تتأثر العضلة المائلة العلوية بمادة التخدير لأنها خارج المخروط العضلي وبالتالي لا تكون مشلولة. مضاعفات إحصار خلف المقلة هي ثقب كرة العين، وإصابة العصب البصري، والنزف خلف المقلة، وشلل العضلات خارج العين. التخدير خلف المقلة مضاد استطباب عند الإصابة بالعنبة، أو قصر النظر مع طول محور العين، أو غؤور العين. 

### الإحصار حول المقلة
أول من طبق هذه التقنية هو ديفيس. في إحصار حول المقلة، يحقن 6 مل من محلول التخدير الموضعي في الفراغات المحيطية في الحجاج. تنتشر المواد المخدرة في المخروط العضلي والجفنين، ما يسبب شلل الدويرية العينية وشلل المقلة إضافة إلى التخدير. بعد الحقن، يطبق ضغط على الحجاج مدة 15 دقيقة. 

## التخدير الناحي (الموضعي)
يمكن تطبيق التخدير الناحي تقريبًا في جميع العمليات الجراحية العينية مثل رأب القرنية، واستخراج الساد، وجراحة الزرق، وقطع القزحية، وجراحة الحوَل، وجراحة انفصال الشبكية وغيرها. يمكن تحقيق شلل الملتحمة وكرة العين والدويرية العينية بتضافر التخدير السطحي والتخدير الوجهي وإحصار خلف المقلة. ميزة دمج أساليب التخدير تخفيف عدم الارتياح والمضاعفات الرئوية والنزف بعد العمل الجراحي.

## التخدير العام
التخدير العام في الجراحة العينية مفضل عند البالغين القلقين والمرضى النفسيين والرضع والأطفال. يستطب أيضًا في إصابات العين الثاقبة والجراحات الكبرى مثل جراحة تفريغ الحجاج. يجب الحذر من حدوث احتباس ثنائي أكسيد الكربون خلال العمل الجراحي، إذ يسبب توذم المشيمية وخروج محتوى العين بمجرد فتحها. تتمثل ميزات استخدام التخدير العام بتحقيق الشلل التام، ومراقبة الضغط داخل العين خلال الجراحة إضافة إلى بيئة العمل الجراحي الآمنة. يعد التخدير العام الخيار الأكثر أمانًا عند إجراء الجراحة العينية ثنائية الجانب. مضاعفات التخدير العام هي تشنج الحنجرة وانخفاض ضغط الدم وفرط الكربمية والتثبيط التنفسي ولانظميات القلب.